# Saarinenhuset

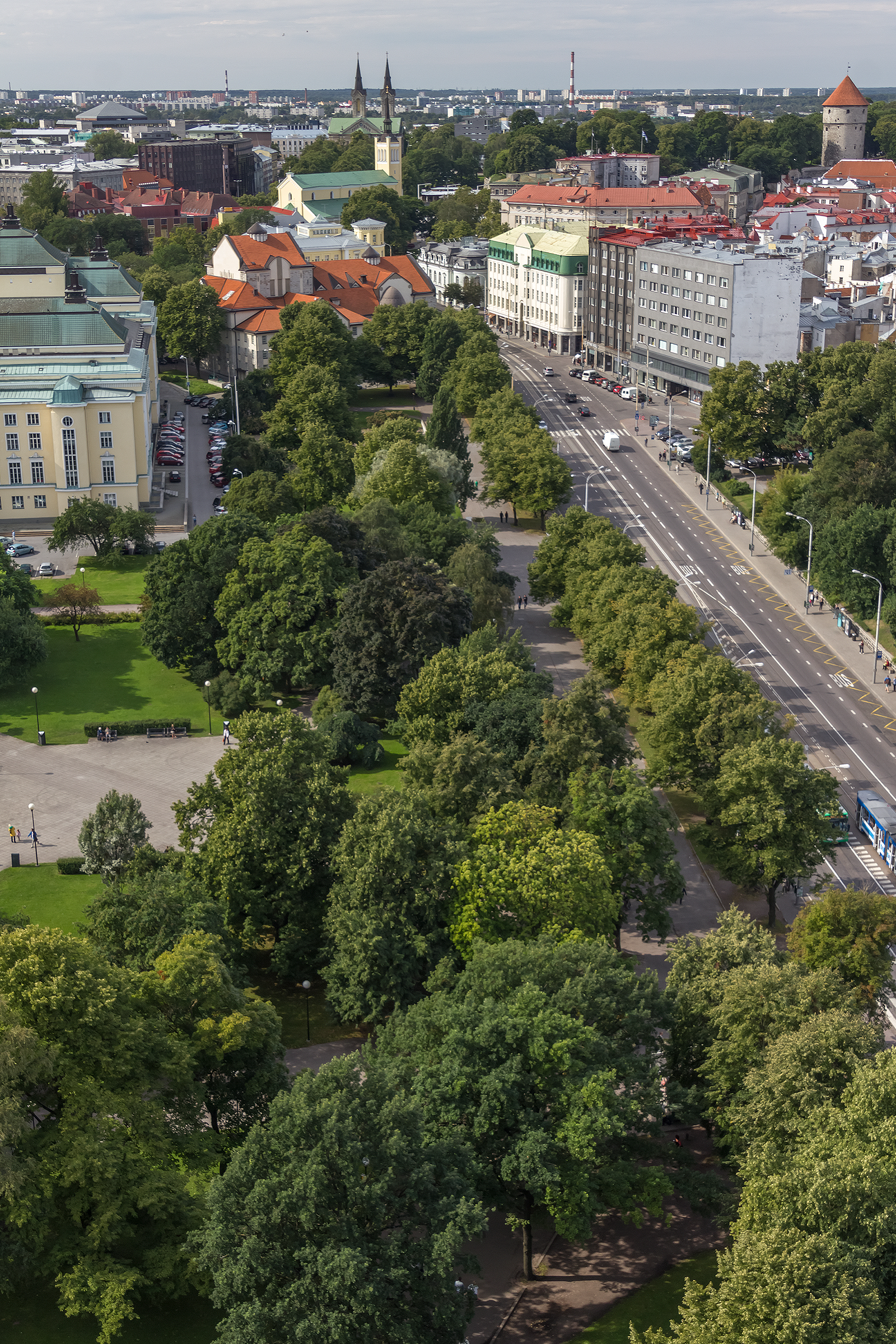
Saarinenhuset vid Pärnuvägen, snett emot Tammsaareparken

Saarinenhuset (estniska: Saarineni Maja) är ett tidigare affärs- och bostadshus, numera kontorshus, i stadsdelen Kesklinn i Tallinn i Estland.
För byggnaden utlyste Eesti Krediidipank ("Estlands Kreditbank") en arkitekttävling, som vanns av den finländske arkitekten Eliel Saarinen med förslaget "Merkurius". Det är ritat i sen nordisk jugendstil och uppfördes 1911–1912 vid Pärnuvägen. I de övre våningsplanen inryms bostäder, men i planeringen ingick också att kunna konvertera byggnaden till ett varuhus.
Huset är byggt i armerad betong och bottenvåningens fasad är klädd med finländsk granit. I mitten av fasaden mot gatan finns en öppning med trappor, som leder upp till en entré på första våningen.
Idag håller Estlands kulturministerium till i huset.